# Чорногорська капа
Чорногорська капа, або просто капа (сербохорв. црногорська капа, також заврат) — чорногорський національний головний убір.

## Опис
Являє собою низький циліндр; верх шапки (тепелак) плоский і червоний, навколо нього чорна облямівка (дерева). Тепелак прикрашається п'ятьма золотими смужками у формі півкола, усередині якого зазвичай міститься якийсь національний символ: сербський хрест, ініціали монарха (Н.I — Нікола I Петрович), з золотими смужками у формі півкола, а в наш час — і герб Чорногорії .
В історичній області Ліка в Хорватії існує шапка схожого фасону, яка також називається капа (хорв. lička kapa, серб. особи капа), але на відміну від чорногорської капи, на задній стороні пришивається ряд чорних пензликів.

## Символіка
Згідно з традиційним трактуванням, червоний тепелак символізує кров, пролиту на Косовому полі, чорна дерева — пам'ять про колишню сербську державу, а п'ять смужок — частини Сербії, що нині залишилися.

## Галерея

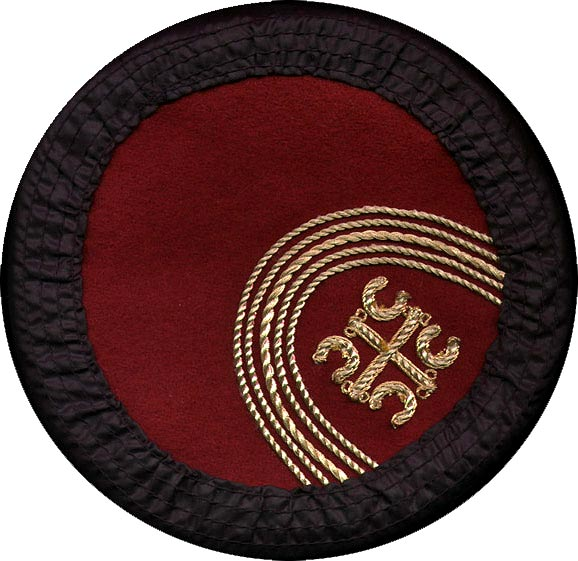
Чорногорська капа
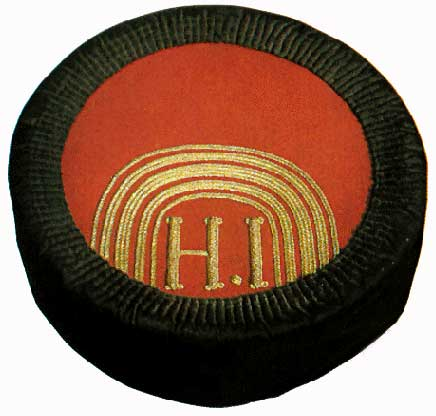
Чорногорська капа з іниціалом Н. І.
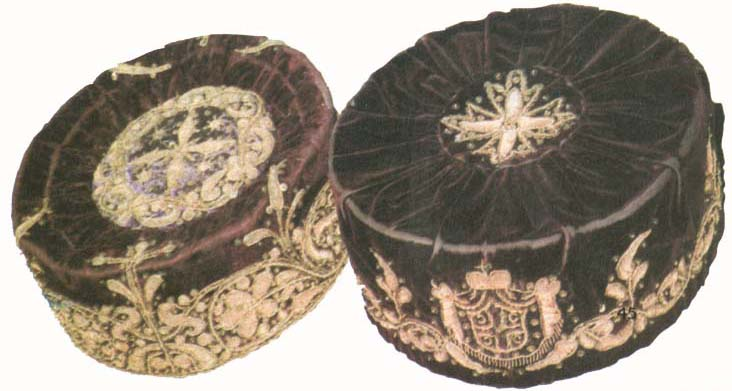
Капи Ніколи І (з права) та його дружини
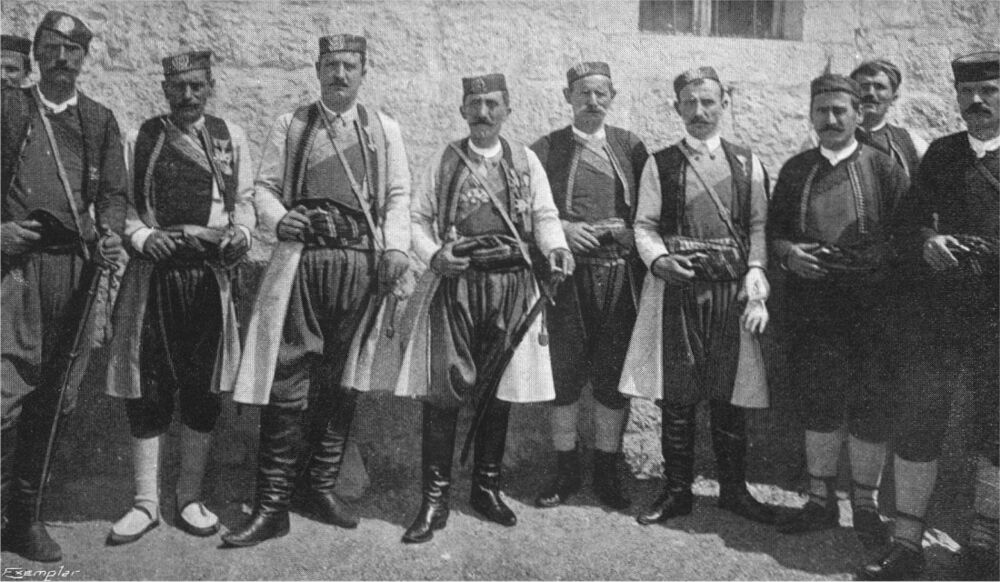
Офіцери чорногорського війська в капах, 1904 рік
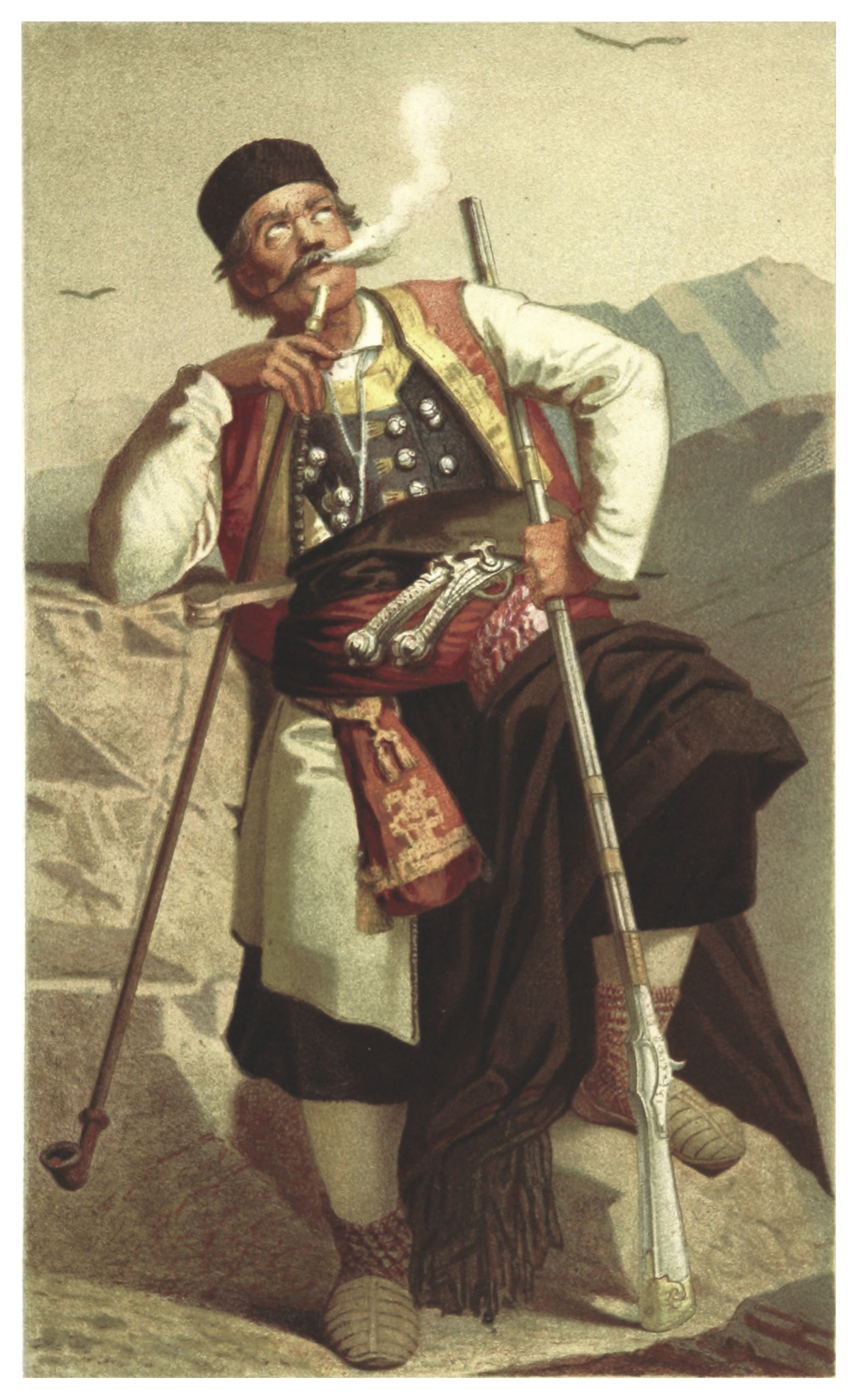
Чорногорець в капі, XIX століття